# Ростушка джамия
Старата джамия (на македонска литературна норма: Стара џамија) е мюсюлмански храм в реканското село Ростуше, северозападната част на Северна Македония. Джамията е изградена в XVII век.
Джамията според местното население е от средата на XVII век. На храма са правени различни неадекватни строителни интервенции, с което е променен оригиналният изглед. Непосредствено до храма е изградено малко минаре с бигор от материала за новата джамия в селото.